# Piattaforma di ghiaccio Re Baldovino
La piattaforma di ghiaccio Re Baldovino è una piattaforma glaciale lunga circa 345 km e larga 100 che costeggia la Terra della Regina Maud, in Antartide. Situata in particolare davanti alla costa della Principessa Ragnhild, e confinata a ovest dalla penisola Riiser-Larsen, la struttura sembra deliminata anche da una formazione glaciale di superficie pari a 8,7 km² che si trova nella sua parte anteriore e che, assieme ad altre formazioni simili, funge da punto di ancoraggio.
La piattaforma è alimentata dal flusso del cosiddetto ghiacciaio Ragnhild Occidentale, ossia il più occidentale di tre flussi di ghiaccio ancora senza nome situati tra i monti Sør Rondane e i monti Yamato, che nasce almeno 400 km nell'entroterra antartico per poi dirigersi verso nord.

## Storia
La piattaforma fu fotografata per la prima volta grazie a voli di ricognizione effettuati durante la spedizione Nuova Svevia conosciuta anche come Terza spedizione antartica tedesca (1938-1939) ed in seguito mappata da alcuni cartografi norvegesi grazie a ricognizioni e fotografie aeree effettuate durante la spedizione antartica Norvegese Britannico Svedese (NBSAE) (1949-1952). Nel 1958, in occasione dell'Anno geofisico internazionale, istituito dal luglio 1957 al dicembre 1958, il Belgio, uno dei 12 paesi primi firmatari del Trattato Antartico, costruì sulla piattaforma la base di ricerca Re Baldovino, che operò in due cicli da tre anni - dal 1958 al 1961 e dal 1964 al 1966 - per poi essere chiusa nel 1967. Proprio i ricercatori belgi decisero di intitolare la piattaforma al loro re di allora: Baldovino del Belgio.
All'inizio del 2015, alcuni ricercatori tedeschi, coordinati da Christian Müller, annunciarono la scoperta di una struttura circolare di circa 2 km di diametro rilevata sulla superficie della piattaforma durante un sorvolo effettuato il 20 dicembre 2014. Oltre a processi legati alla dinamica dei ghiacci della piattaforma, una delle ipotesi formulata fu che la struttura fosse in realtà un cratere da impiatto di origine meteorica che sarebbe stato causato, date le sue dimensioni, da un oggetto avente diametro compreso tra i 100 e i 200 metri (ossia dal 5 al 10% del diametro del cratere). Grazie alle immagini satellitari si arrivò a concludere che il cratere non potesse essere più vecchio di 25 anni, e ciò significò che, qualora fosse stata confermata l'origine meteorica del cratere, esso avrebbe costituito la prova dell'impatto del più grande oggetto caduto sulla Terra nella storia recente. Tuttavia, nel dicembre 2016 alcuni ricercatori belgi riuscirono a dimostrare che la struttura circolare era il risultato del collasso di un lago sotterraneo.